# 酒井竜次
酒井 竜次（さかい りゅうじ、1973年 -）は、廃墟愛好家、珍スポット愛好家、編集者、実業家。八画株式会社（旧インディヴィジョン）取締役。 八画文化会館 所属。雑誌『愛知県漂流』元編集長。東京都在住。

## 著書・作品

### 監修・編集
- 『愛知県漂流』第1〜7号（2002〜2003年　愛知県漂流編集室）
- 『ニッポンの廃墟』（2007年　インディヴィジョン）　ISBN 4990371208
- 『廃墟という名の産業遺産』（2008年　インディヴィジョン）　ISBN 4990371224
- 『I LOVE 秘宝館』（2009年　八画）　ISBN 4990371224

### 共著
- （三宅由純） 『やりすぎ廃墟音頭』（2007年　インディヴィジョン）
- （舟橋蔵人監修）『消えゆくニッポンの秘宝館 〜秘宝館を世界遺産に！〜』（2007年　インディヴィジョン）

### 単著
- 『あなたの知らないサハリン 〜廃墟・遺跡編〜』（2007年　インディヴィジョン）
- 『あなたの知らないサハリン 〜レジャー編〜』（2007年　インディヴィジョン）

### 執筆
- 「柏崎トルコ文化村」『ワンダーJAPAN 12』（2009年　三才ブックス）　ISBN 486199201X
- 「2つの秘宝館の末路　山口秘宝の館/石和秘宝館ロマンの館」『ワンダーJAPAN 12』（2009年　三才ブックス）　ISBN 486199201X

## 講演会・イベント出演
- 『「廃墟、秘宝館、愛知県漂流。」 〜幻の雑誌”愛知県漂流”を追って〜』（2010年3月13日　ブックマークイヌヤマ）